# Église Saint-Martin d'Aspet
L'église Saint-Martin d'Aspet est une église catholique située à Aspet, dans le département français de la Haute-Garonne en France.

## Description

### Extérieur
Monument du cardinal Sourrieu
Le buste est dû à Alexandre Laporte, le travail du marbre par Clavé.
Technique/matériaux : Fonte à la cire perdue en bronze pour le buste, marbre pour le socle.

### Intérieur
Le maître autel et le tabernacle sont en marbre blanc avec des colonnettes en marbre rose.
Sur le mur de l'abside, une peinture monumentale représente l'Annonciation.
Sont classés au titre objet des monuments historiques :
- La peinture monumentale de l'Annonciation datant du XVe – XVIe siècle[1].

## Galerie

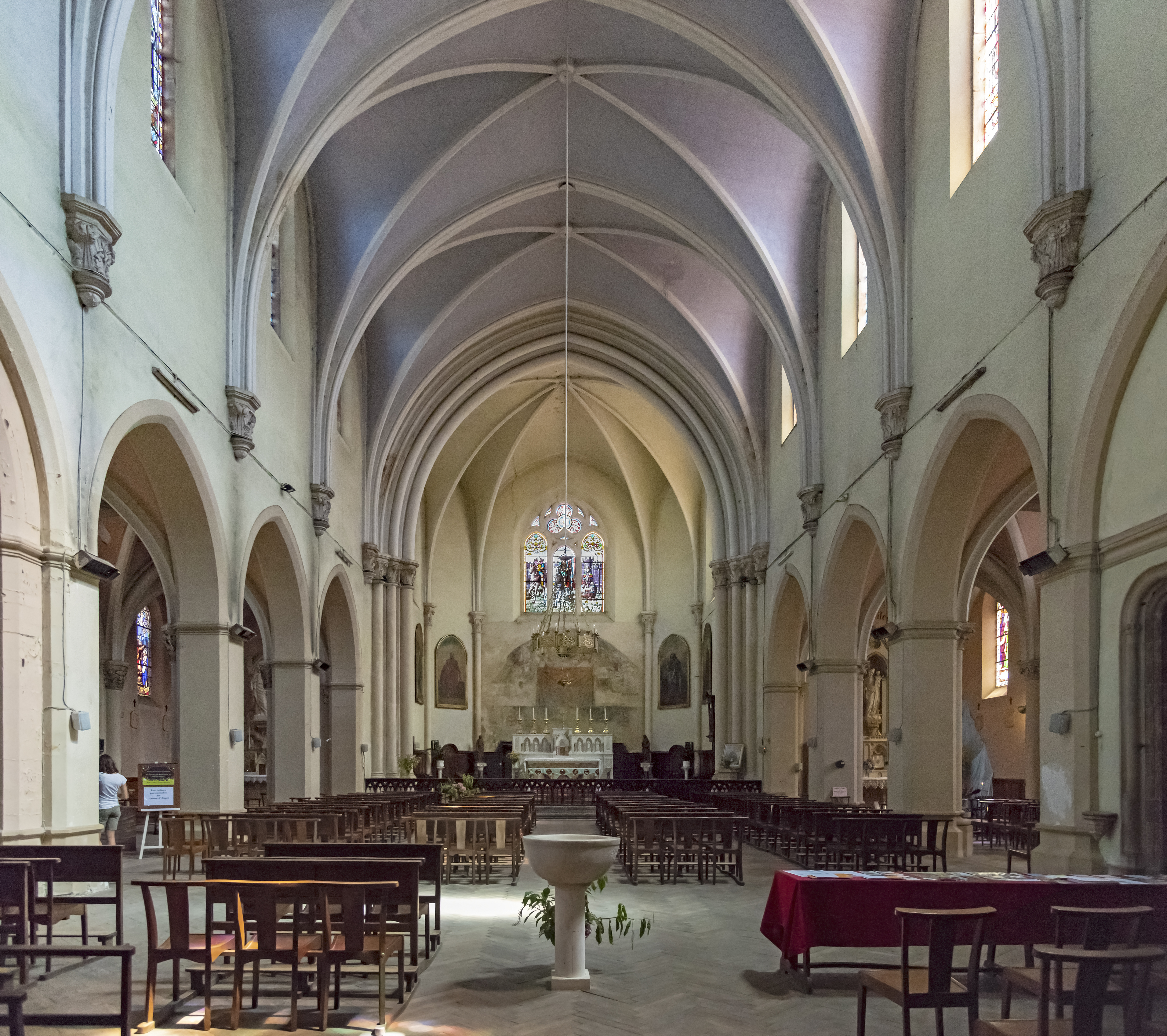
La nef.
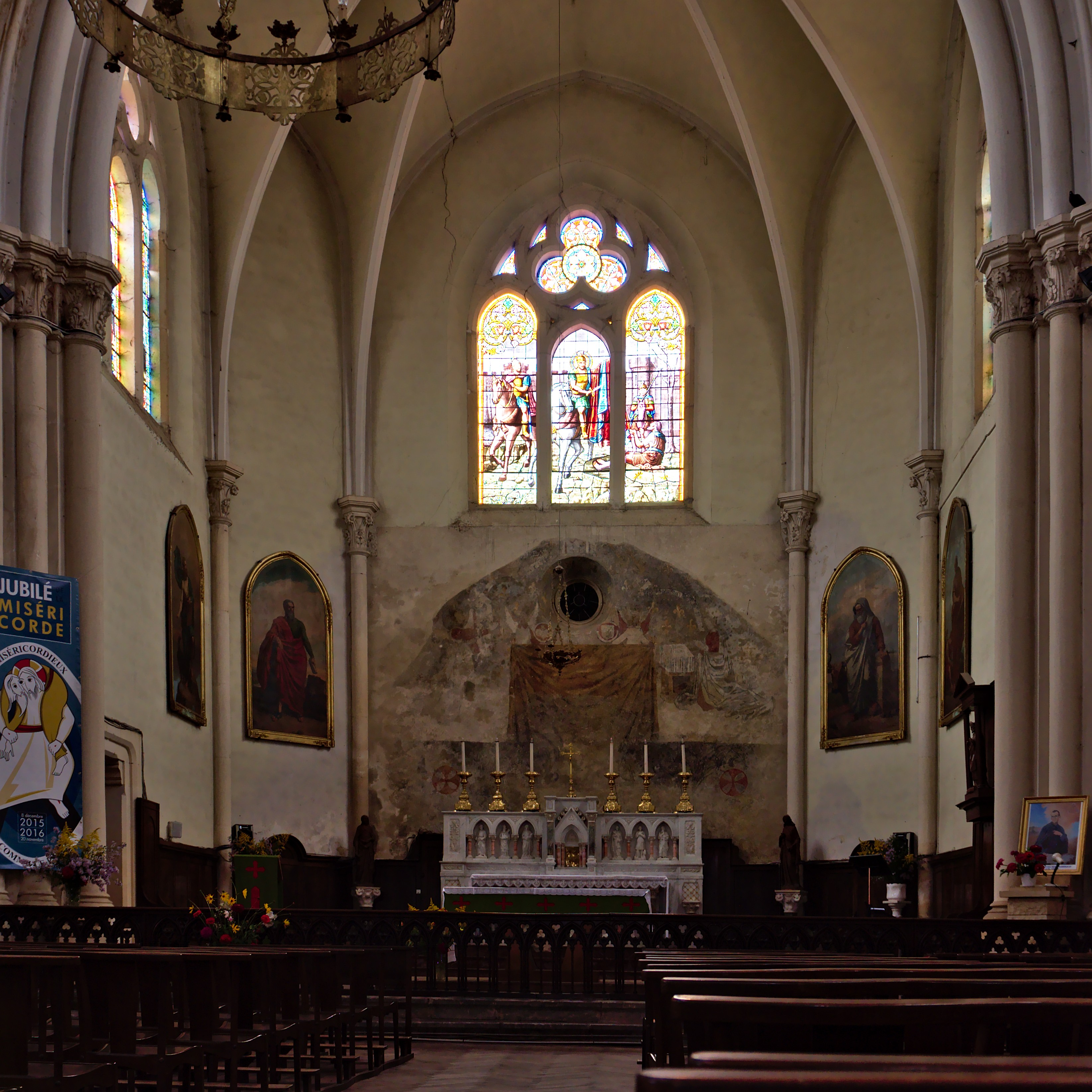
Le chœur.
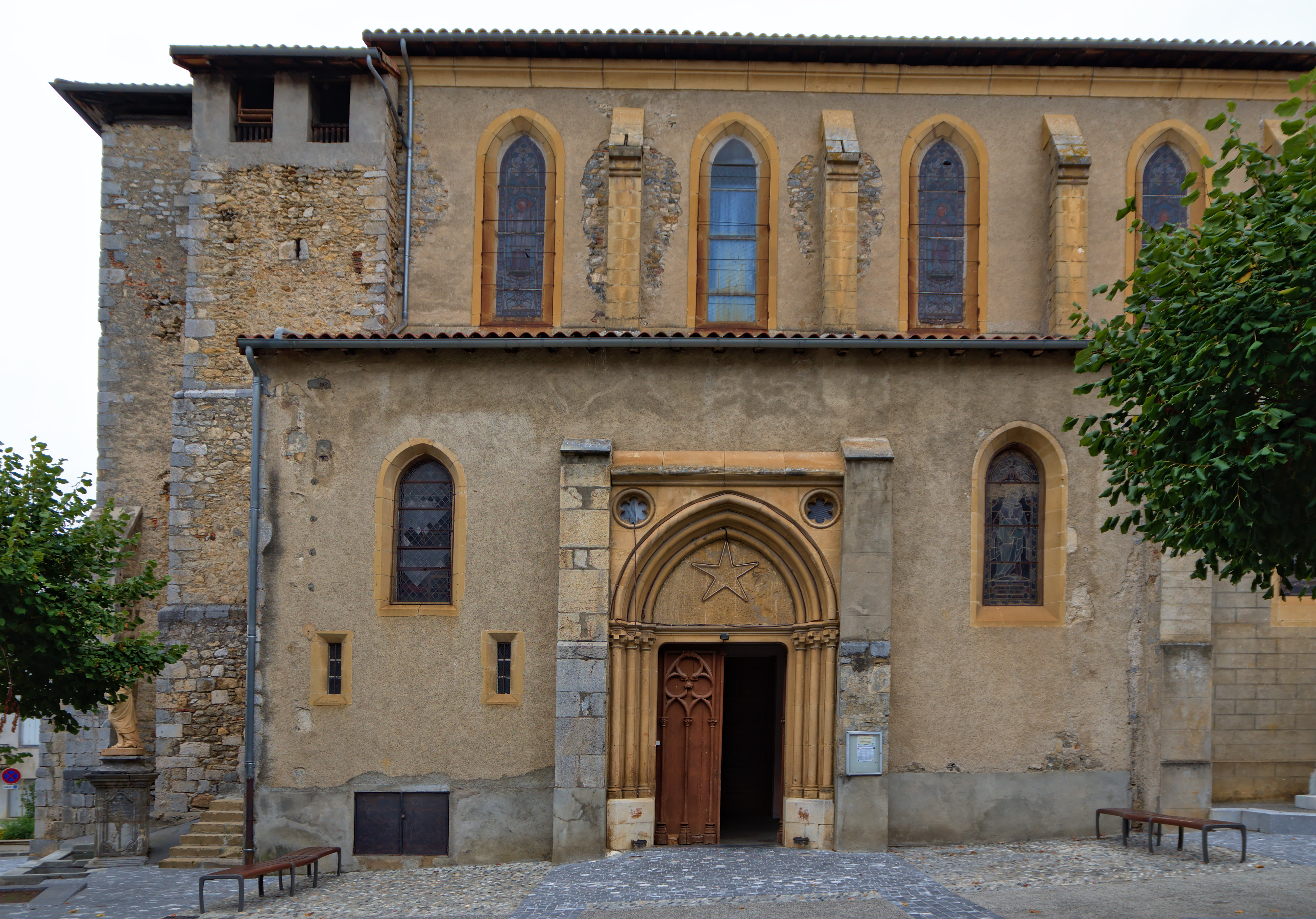
Entrée de l'église.